# 聖約瑟 (印地安納州弗洛伊德縣)
聖約瑟（英語：Saint Joseph）是位於美國印地安納州弗洛伊德縣的一個非建制地區。該地的面積和人口皆未知。